# Aguadas
Aguadas és un municipi colombià situat al nord del departament de Caldas.
Limita pel nord amb Abejorral, per l'orient amb Sonsón, pel sud-est amb Salamina pel sud amb Pácora, per l'occident amb Caramanta i Valparaíso, i pel nord-oest amb La Pintada.
Aquest municipi caldenc, conegut com la ciutat de les boires, per la seva constant boira, va ser fundat en 1808 per José Narciso Estrada, està situat en la part nord del departament. A més de la fama dels barrets aguadencs (de iraca), Aguadas ofereix als visitants el seu centre històric, declarat Monument Nacional el 1982. Compta amb un clima temperat gràcies a la varietat de pisos tèrmics que van del càlid a l'erm.
Un altre dels seus principals atractius és el Festival Nacional del Passadís Colombià, esdeveniment que li va merèixer el reconeixement com la capital del Passadís Colombià.

## Història
Eren els indis Coucuyes els qui habitaven les terres d'Aguadas quan van arribar els conqueridors. Aquests, al seu torn, van batejar a aquests indígenes amb l'apel·latiu d'Armats, basats pel que sembla en els abillaments que vestien.
Va ser el mariscal Jorge Robledo un dels primers espanyols a visitar aquestes terres. Sebastián de Belalcázar, el seu comandant en cap, havia ordenat fundar una vila a manera de fort militar, amb el nom de Santiago d'Arma (1542). Els jaciments aurífers que es van trobar a la zona van atreure a moltes famílies, però el posterior esgotament del mineral va conduir a l'abandó de la regió, i finalment les autoritats van ordenar el trasllat d'Arma a la localitat de Rionegro. No obstant això, molts paisans es van negar a deixar el llogaret, i el 1808 decidiren fundar Aguadas davant la massiva arribada dels colonitzadors antioquens.
Aguadas és doncs, el substitut de la llegendària vila espanyola de Santiago de Arma.
Els immigrants antioquens es desplaçaren cap al sud, i des de llavors s'esmenta la fonda atesa per Manuela Ocampo, com un dels llocs d'arribada, i on els traginers rebien hostalatge.
El municipi és banyat per les aigües dels rius Arma i Cauca.
Al llarg de la història va rebre noms tals com: ciutat de Ebejico,ciutat de les Boires, la Aguada i finalment Aguadas, nom que àdhuc conserva.

## Geografia
Aguadas és un pintoresc poble típic, bressolat en el mateix cor de Colòmbia on es conserven les tradicions i costums del poble paisa, la qual cosa es pot apreciar en els seus paisatges, arquitectura, folklore, i en l'amabilitat de la seva gent; ofereix una gran varietat d'atractius naturals, arqueològics, culturals i religiosos per conèixer i gaudir.

## Economia
L'activitat productiva de la regió gira entorn de l'agricultura, destacant-se en particular els cultius de cafè i plàtan i en menor escala la canya panelera. D'igual manera, la producció ramadera ocupa un lloc important en l'economia regional, mentre que el comerç genera bona part de l'ocupació urbana impulsada pel sector agropecuari i les artesanies locals elaborades amb base en la iraca, destacant-se el barret, conegut mundialment com el barret Aguadenc a més de la fabricació del famós pionono.

## Símbols

### Escut

L'escut de Aguadas està dividit en dues meitats, verticalment, és a dir, d'a dalt cap avall.
La primera meitat és de groc i la segona de blava:
El groc representa la saviesa i per ser aquest el color de la ciutat, els aguadencs han d'instruir-se per ser il·luminats per la veritat i ser savis, ja que solament "La veritat ens farà lliures".
El blau, denota Justícia i lleialtat i per ser color de la ciutat, han de practicar la justícia i servir amb lleialtat i desinterès a la república de Colòmbia.
En la primera meitat (groc) es veuen, posades una sobre una altra, tres fonts o naixements d'aigua, ja que aquesta és la interpretació del nom "Aguadas". Les fonts o deus signifiquen la vitalitat del poble aguadenc (doncs l'aigua en sorgiment representa la força vital de l'home). En la segona meitat (blava) es veu un lleó rampant amb mans obertes i arpes esteses, que significa la bravura i valentia del poble. El lleó porta al coll un “segell real” (o del rei) amb les armes de Castella i Lleó i és el record d'Espanya els fills del qual van poblar a arma i que els seus descendents es va poblar la nostra ciutat.
Damunt de l'escut es veu un còndor esplaiat (amb ales obertes) de sable (color negre) que és el símbol de llibertat colombiana perquè el còndor és sobirà entre totes les aus, així es presenta la sobirania Nacional, el còndor va sostingut en l'escut; per adorn en astes armades de plata, una bandera de Aguadas a cada costat recollides sota la punta de l'escut per una cinta de plata (blanca) amb el lema de Sable (negre) “VA NÉIXER AMB LA PÀTRIA”, indicant que Aguadas va ser fundada quan Colòmbia lluitava per independitzar-se d'Espanya entre 1810 i 1819.

### Bandera

Va ser creada l'any de 1957, sent Alcalde Municipal el senyor Marí Gómez Estrada, es va establir el règim, protocol i honors de la bandera Aguadenca mitjançant decret No 11, del 14 de gener de 1963. Està composta de tres faixes horitzontals iguals de colors groc, blau i blanco, en aquest ordre:
- El color groc: representa la Glòria dels avantpassats.
- El Blau: representa la lleialtat en els serveis a Colòmbia.
- Blanco: la Pau entre els ciutadans del municipi d'Aguadas.

Els colors groc i blau són els de l'Escut, or i blau; i el blanc, símbol de la pau, ve a proclamar no solament el fet de ser un poble pacífic, sinó d'haver estat al llarg de la seva història un poble pacifista.
La tradició dels homes significatius de Aguadas va ser de servei a les lletres, més que a les armes i sense jactància cal reconèixer que aquesta ciutat sempre ha estat la primera en el periodisme comarcal, d'això és potser un bell símbol el fet que tant el fundador de "El Tiempo", Alfonso Villegas Restrepo, com els actuals directors de "El Espectador" i "La República", els tres periòdics de la capital, es troben entre els descendents de don José Antonio Villegas, cofundador de Aguadas.

### Himne
Oficialitzat mitjançant acord número 19 d'octubre 16 d'1.979. La lletra va ser escrita pel Mestro Jesus Maria Gallego, aguadenc. La música va ser composta per l'alemany nacionalitzat a Colòmbia, Carlos Schewienebeg B.